# Melecta emodi
Melecta emodi är en biart som beskrevs av Baker 1997. Melecta emodi ingår i släktet sorgbin, och familjen långtungebin. Inga underarter finns listade i Catalogue of Life.